# Plivain de Pise
Plivain de Pise, mort vers 1206, est un riche marchand originaire de Pise qui s'est installé dans le comté de Tripoli à la fin des années 1170, sa première apparition dans les archives datant du 9 août 1179.
Vers 1180, il épouse Lucie Dorel, fille unique et héritière de Guillaume Dorel, seigneur de Boutron, et de son épouse Étiennette de Milly, et devient ainsi seigneur de jure uxoris de Boutron. Alors que le père de la jeune fille est mort depuis 1174, son suzerain le comte de Tripoli Raymond III se charge marier sa vassale à quelqu'un d'assez puissant pour tenir ce fief. Il envisage tout d'abord de lui faire épouser un chevalier flamand du nom de Gérard de Ridefort pour l'investir ainsi de la seigneurie, mais Plivain offre alors la somme de 10 000 solidus pour pouvoir épouser la jeune fille, ce que le comte accepte. Selon l'histoire racontée dans l'Estoire d'Eracles, pour obtenir la main de la jeune femme, Plivain aurait offert son poids en or au comte Raymond III. Resté célibataire Gérard de Ridefort rejoindra ensuite les chevaliers du Temple, dont il deviendra le grand-maître en 1184, et gardera un profond ressentiment contre le comte. Plivain est mentionné pour la première fois comme seigneur de Boutron en mars 1181. De plus, Plivain n'appartenant pas à la noblesse, ce mariage suscita de nombreux remous parmi la noblesse de Terre sainte.
De ce mariage nait une fille unique :
- Isabelle de Boutron, qui épouse Bohémond d'Antioche et qui hérite de la seigneurie de Boutron après ses parents.

Plivain participe à la bataille de Hattin et est fait captif par les musulmans le 4 juillet 1187 tandis que la seigneurie de Boutron est prise par les armées de Saladin. Il a alors probablement payé une forte rançon pour obtenir sa libération et retrouver sa seigneurie, à moins qu'elle ait été libérée par les croisés lors de la croisade d'Henri VI en 1197.
En 1202, Plivain exempte les marchands de sa ville natale de Pise des droits d'exportation et d'importation. A l'instar de la politique de la famille Embriaco dans la seigneurie voisine du Gibelet avec les marchands génois, les marchands pisans peuvent trouver à Boutron l’accueil amical d'un de leur compatriote.
Il apparait pour la dernière fois comme seigneur de Boutron en 1206 et meurt probablement peu après. Sa fille Isabelle de Boutron lui succède alors à la tête de la seigneurie.